# Murailles de Pistoia
Les Murailles de Pistoia (en italien : Mura di Pistoia), constituaient le principal système défensif de la commune de Pistoia, située dans la province de Massa-Carrara en Toscane,.
À mesure que la ville grandissait, les murs étaient également périodiquement agrandis.

## Historique

### Première enceinte
La première a été construite dès l'Antiquité : lorsque les Romains, venus du centre de l'Italie, sont arrivés dans cette région vers le IIe siècle av. J.-C. et ont été confrontés à une période de dures luttes contre les Ligures.
La colline sur laquelle fut construite la première colonie militaire s’est rapidement révélée être un endroit très sûr. La forme du terrain rendait les attaques ennemies difficiles. Les collines et les marais permettaient de se procurer une nourriture abondante et, grâce à la Via Cassia, le trafic commercial était florissant. C'est ainsi que les Romains décidèrent de construire une véritable ville protégée par une solide enceinte de murailles.
Pistoia en tant qu'oppidum existe depuis au moins le IIe siècle av. J.-C. au point culminant entre l'ancien cours de l'Ombrone et la Brana. Il s'agissait presque certainement d'un centre de transit, d'une mutatio, c'est-à-dire d'un lieu où l'on changeait les chevaux, le long de la partie de la Via Cassia qui reliait Florence à Lucques. Ces deux villes étaient deux mansio, c'est-à-dire des lieux où l'on pouvait passer la nuit. Les hôtels et le changement de chevaux étaient plutôt réservés aux légionnaires et aux fonctionnaires de l'État.
Par la suite, Pistoia subit la domination des Lombards, qui détruisirent les anciennes murailles construites par les Romains et les reconstruisirent sur ordre du roi Desiderius sur celles détruites. Ils formèrent ainsi le premier cercle de la ville qui comprenait la Porta Caldatica ou Gaialdatica, la Porta San Pietro et la Porta Sant'Andrea.

### Seconde enceinte
Elle a été construite pendant la féodalité, lorsque le territoire de Pistoia était également divisé en fiefs.
Au début de 1100, la ville de Pistoia fut constituée comme commune libre, il existe un document officiel de 1105 avec lequel les habitants de Pistoia, réunis en assemblée, élisèrent les premiers consuls. En 1117 fut rédigé le Statut du député de la commune de Pistoia, aujourd'hui encore considérée comme l'une des plus anciennes d'Italie.
Au cours de cette période, la ville s'agrandit et ressuscite avec une nouvelle vie, même s'il y a des discordes internes entre les familles les plus puissantes de la ville. En effet, les habitants de Pistoia ont ressenti le besoin de se défendre contre d'éventuelles attaques extérieures et au milieu des années 1100, ils ont commencé la deuxième enceinte, défendue par 60 tours et entourée de grandes douves.
La communication avec l'extérieur n'était possible que par les quatre portes, mais elles étaient également fermées au crépuscule au signal donné par une cloche de la cathédrale. Quiconque arrivait en retard pendant que les portes se fermaient devait se faire remarquer d'une manière ou d'une autre, pour ne pas rester dehors, peut-être en jetant des pierres sur les portes à moitié fermées.

### Troisième enceinte
Entre 1400 et 1500, quatre bastions furent ajoutés pour défendre les quatre portes. Les quatre portes étaient :
- La Porta Fiorentina ou Porta Carratica : Forteresse Santa Barbara ;
- La Porta San Marco : Bastion de Sandraccia ;
- La Porta al Borgo : Bastion Tyrion ;
- La Porta Lucchese : Bastion Ambrogi .

Vers le milieu du XIXe siècle, il fut permis de maintenir ouvertes la Porta al Borgo et la Porta Fiorentina même la nuit, pour le confort des voyageurs et des diligences, mais moyennant le paiement d'un péage élevé.
Lorsque l'anneau de péage fut supprimé le 22 août 1909, les murs et les portes perdirent tout intérêt. Les anciennes portes ne furent en effet jugées que comme des ruines encombrantes et, entre 1910 et 1925, elles furent, une à une, démolies.

## Galerie

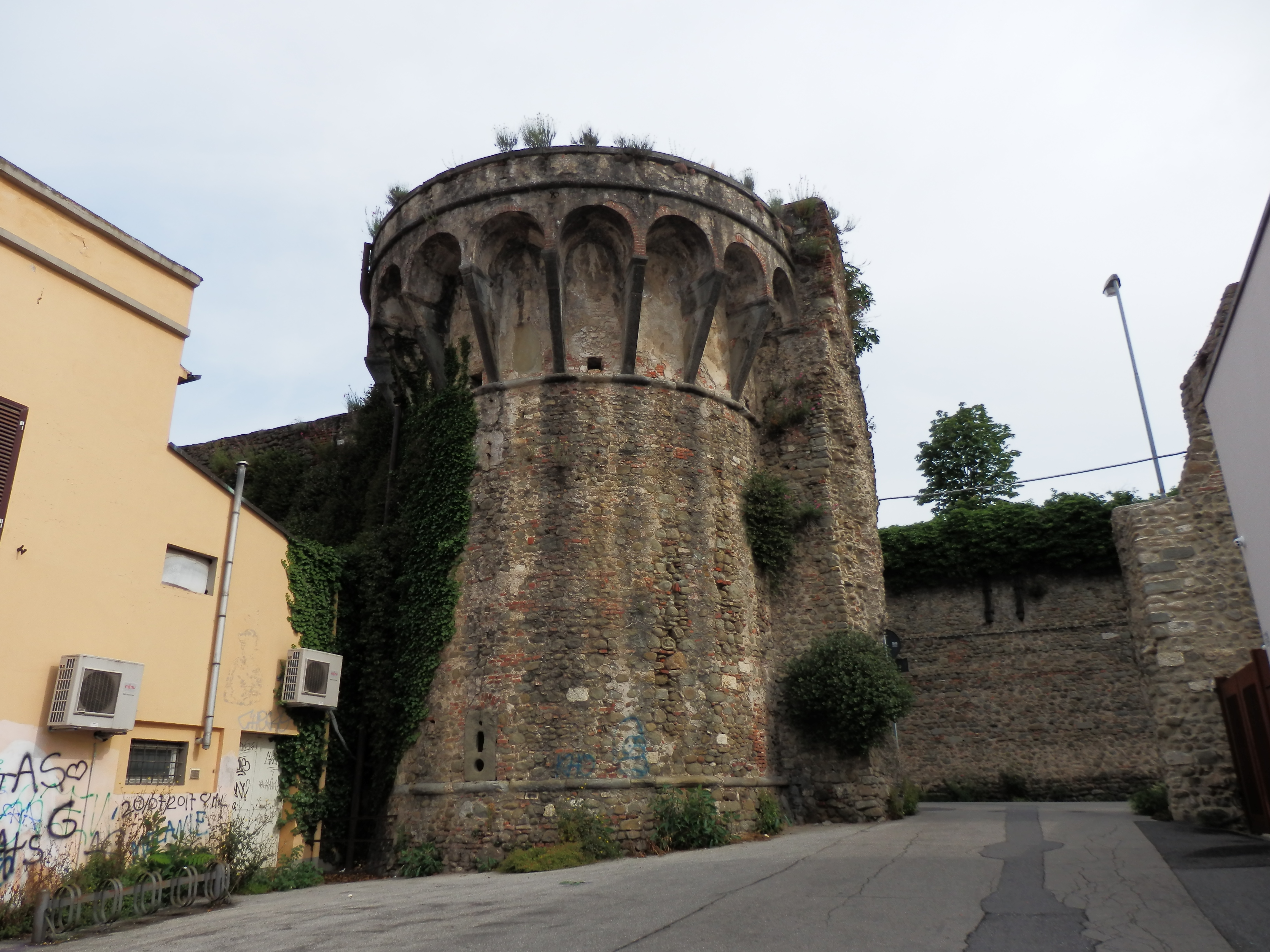
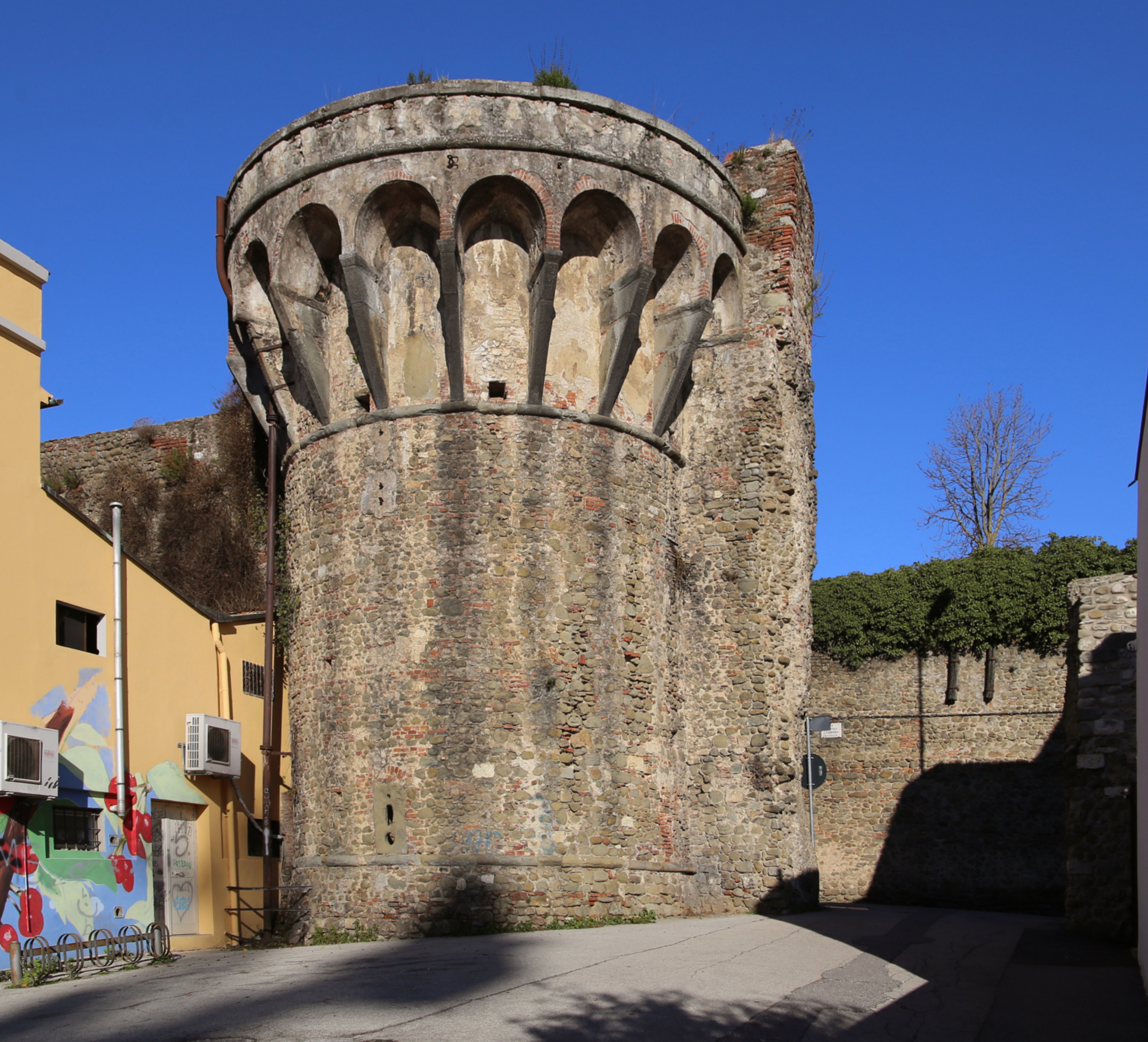